# アメリカ手話
アメリカ手話（アメリカしゅわ、American Sign Language、英略:ASL）とは、アメリカ合衆国やカナダの英語圏で使われている手話である。またアメリカ手話の方言やその変型が西アフリカや東南アジアの一部で使用されている。正確な数値は不明だが、現在25万人から50万人が使用しているとされる。1960年代にはアメスラン(Ameslan)とも呼ばれた。

## 解説
イギリスとは音声言語においてはほぼ同じ英語でありながら、アメリカ手話はイギリス手話（BSL）とは全く違っている。その理由は、アメリカ手話はフランス手話（FSL）から枝別れしてきた手話だからである。しかし、現在、アメリカ手話とフランス手話はアルファベットをのぞき、ほとんど表現が異なっている。
1817年、アメリカ合衆国で初めて公立聾学校（コネティカット聾唖教育指導施設、アメリカ聾学校の前身）がコネティカット州ハートフォードが設立され、そのときに使われた教育方法に、ホームサインとよばれる地元の手話に加えてフランス手話が用いられた。創立者の一人であるトーマス・ホプキンズ・ギャローデットがフランスに行って、手話法による教育を行っていたパリ国立聾唖学校で教育方法を1年間研修して、その後フランス人のろう教師ローラン・クレークを伴って帰国したことから、フランス手話がアメリカ手話に織り込まれるようになった。
1960年にギャローデット大学の言語学者であるウィリアム・ストーキーはアメリカ手話を研究し、論文『手話の構造』を発表した。これは手話は劣った言語ではなく、音声言語と変わらない、独自の文法を持つ独立言語であるという内容だった。これをきっかけにして、手話を言語学として研究対象とする学者が増えた。

## デファクト・スタンダードとしてのアメリカ手話
音声言語の英語が世界で最も広く使われる言語となってきているようにアメリカ手話も世界で最も普及されている空間言語になってきている。それは、世界各地からろう者がアメリカのギャローデット大学に留学し、卒業後に帰国して広めたことによるが、平和部隊（Peace Corps）のろう者がボランティアとして各地でアメリカ手話でろう教育を支援したことや、過去に多民族国家のマレーシアやシンガポールのように現地で英語を第一言語とする聾教育政策としてアメリカ手話を取り入れたことも、アメリカ手話が世界に普及した原因の一つと考えられる。世界共通の手話として国際手話があるが、イギリス手話とアメリカ手話が主流である。これに関しては反発も多い。